# Голуб рожевошиїй
Го́луб рожевошиїй (Patagioenas cayennensis) — вид голубоподібних птахів родини голубових (Columbidae). Мешкає в Мексиці, Центральній і Південній Америці.

## Опис
Довжина птаха становить 30-32 см, вага 230-250 г. У самців голова, груди і верхня частина тіла тьмяно-пурпурово-рожеві, потилиця має мідний відблиск, горло біле. Нижня частина спини і хвіс темно-сірі, нижня частина тіла блідо-сіра. Дзьоб чорний, очі, кільця навколо очей і лапи червоні. Самиці мають дещо тьмяніше забарвлення. молоді птахи мають тьмяне, сірувато-коричневе забарвлення. У представників підвиду P. c. andersoni нижня частина тіла біла.

## Підвиди
Виділяють сім підвидів:

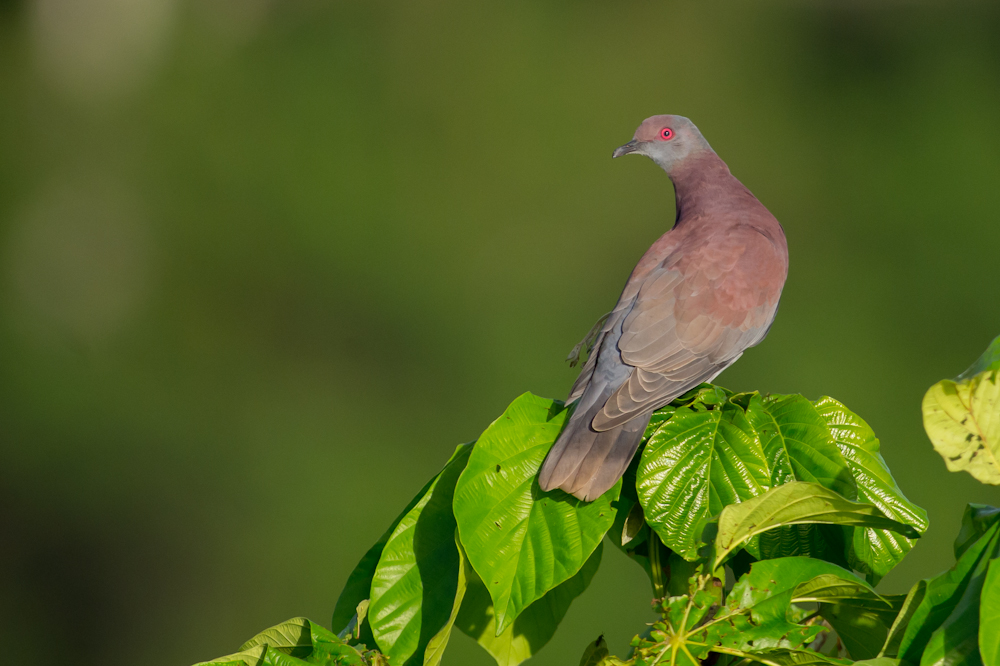
Рожевошиїй голуб

- P. c. pallidicrissa (Chubb, C, 1910) — від південно-східної Мексики до північної Колумбії;
- P. c. occidentalis (Stolzmann, 1926) — захід Колумбії і Еквадору;
- P. c. tamboensis (Conover, 1938) — захід центральної Колумбії;
- P. c. andersoni (Cory, 1915) — від південного сходу Колумбії і сходу Еквадору до Венесуели і півночі Бразилії;
- P. c. tobagensis (Cory, 1915) — Тринідад і Тобаго;
- P. c. cayennensis (Bonnaterre, 1792) — Гвіана;
- P. c. sylvestris (Vieillot, 1818) — від східної і південної Бразилії до Парагваю і північної Аргентини.

## Поширення і екологія
Рожевошиї голуби поширені від Мексики до північної Аргентини. Вони живуть у вологих рівнинних тропічних лісах, на узліссях, в чагарникових заростях, рідколіссях і саванах. Зустрічаються на висоті до 800 м над рівнем моря. Живляться насінням і ягодами.